# Powiat cieszanowski (Galicja)
Powiat cieszanowski – dawny powiat kraju koronnego Królestwo Galicji i Lodomerii, istniejący w latach 1867–1918.
Siedzibą c.k. starostwa był Cieszanów. Powierzchnia powiatu w 1879 roku wynosiła 11,8545 mil kw. (682,11 km²), a ludność 63 817 osób. Powiat liczył 82 osady, zorganizowanych w 68 gmin katastralnych.
Na terenie powiatu działały 2 sądy powiatowe – w Cieszanowie i Lubaczowie.

## Starostowie powiatu
- Teofil Mandyczewski (w 1870 przydzielony do komisji wykupu ciężarów gruntowych, 1871)
- Józef Seifert (1879)
- Rudolf Ciszka (1882)
- Tytus Karchezy (1890)

## Komisarze rządowi
- Józef Seifert (zastępca starosty, 1870–1871)
- Nikodem Goyski (1870)
- Paweł Świtalski (1871)
- Wincenty Gąsiewicz (1879)
- Gustaw Radwański (1882)
- Józef Jagoszewski (1890)